# 筑紫哲也

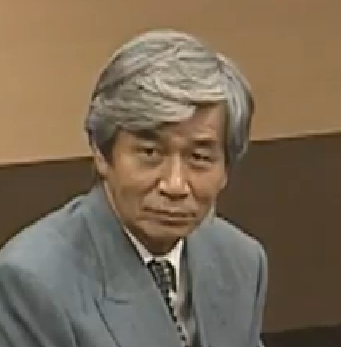
筑紫哲也

筑紫哲也（1935年6月23日—2008年11月7日），前TBS電視新聞主播，出生於大分縣日田市，早稻田大學政治經濟學部經濟學科畢業，曾擔任朝日新聞社記者、《朝日Journal》編輯長、早稻田大學大學院公共經營研究科客座教授、立命館大學客座教授、《筑紫哲也NEWS23》（筑紫哲也 NEWS23）主持人。因肺癌而於東京都逝世。

## 關聯條目
- TBS電視